# Coroieni
Coroieni es una comuna ubicada en el distrito de Maramureș, Rumania.

## Superficie
Cuenta con una superficie de 66,93 kilómetros cuadrados.

## Demografía
Hasta 2021 la población era de 2438 habitantes, con una densidad de población de 36,43 habitantes por kilómetro cuadrado.